# ホームズの焚火
ホームズの焚火（ホームズのたきび、英: Holmes's Bonfire）またはサー・ロバートの焚火は、第二次英蘭戦争中の1666年8月10日から8月20日の間に、イングランド軍がオランダ領に攻め入って商船隊を焼き討ちにかけ、テルスヘリング島に上陸して倉庫や家屋を焼き払ったものである。
これによりオランダ経済は壊滅的な打撃を受け、この後に和睦のための交渉が行われたが、英蘭双方の主張が食い違って、これが後にメドウェイ川襲撃につながることになった。

## 戦闘
聖ジェイムズ日の海戦の後、イングランド海軍士官達はこの勝利にさらに追い討ちをかけようとしており、オランダの沿岸を北へ移動しつつ　手当たり次第に敵軍を攻撃した。イングランド側の捕虜となっていたオランダの艦長のローレンス・ヘームスケルクは母国を裏切り、イングランド軍に合流して、軍艦の水先案内人を務めていた。ヘームスケルクはまた、フリーラントとテルスヘリングの双方に弾火薬庫と倉庫があり、護衛の軍艦が僅か2隻の貨物船団がいることもイングランド軍に話した。

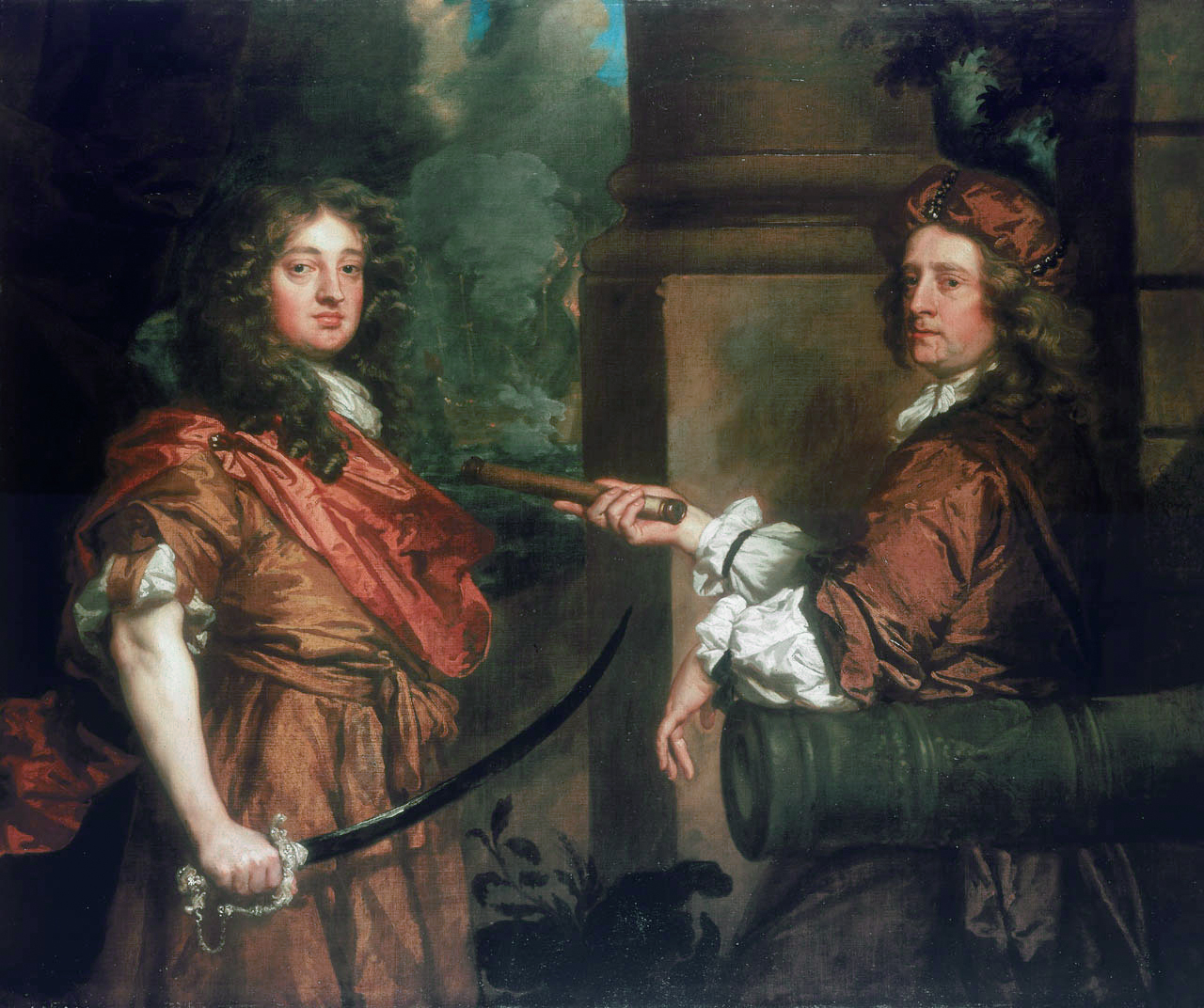
サー・ロバート・ホームズ（左）と息子のサー・フレシュビル

イングランド海軍司令官のアルベマール公ジョージ・マンクは作戦会議を開いて、少将のサー・ロバート・ホームズを5隻の火船、5隻から9隻の（資料によって数字が違う）小型軍艦、多数のケッチや小型ボートと共に送り込んだ。8月19日にホームズはフリーランドとテルスヘリンクの間におびただしい数の商船を発見、すぐさまこの機会を利用することに決め、使用可能なスループ艦（オランダの資料では22隻とある）1隻ごとに12人の破壊のための集団が乗り込み、手の届く船に火を放って、1分たりとも無駄にしないように相手を攻撃した。間もなく、乗員たちで満杯であったオランダ船は火船に取り囲まれ、その場を立ち去ることを余儀なくされた。ホームズはマンクの命令通り、敵の商船団にできうる限りの損害を与えたのである。商船の船長達は、イングランドが仕掛けるであろう奇襲の警告を無視していた。

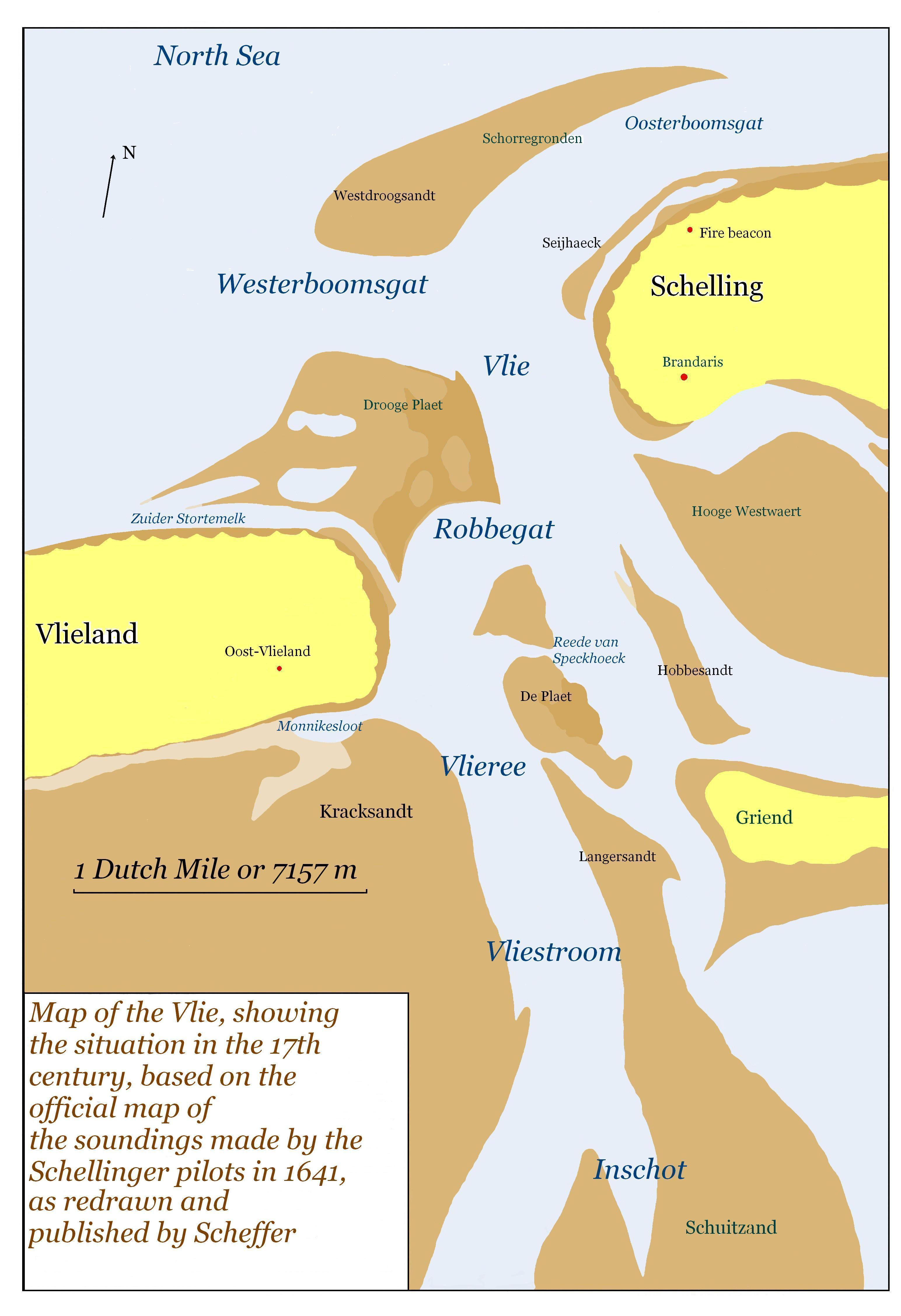
フリーラント島とテルスヘリング島

商船を護衛していた軍艦のうち、一方は破壊され、2隻目の方は火船をよけようとして座礁し、後に燃えてしまった。船のうち140隻から170隻が破壊され、同じ運命を辿るのを何とかのがれたのは12隻だけだった。その場から立ち去ろうとした商船はもつれあい、南東の風が吹いたこともあって、敵艦の格好の餌食となった。その後何時間かでオランダ船に次々と火が燃え移り、最後に残った9隻は、大型のギニアマン（奴隷船）と武装した小船が進んで来てイングランドと交戦したためかろうじて難を逃れ、この背後に、インショット水路に退路を塞がれてとどまっていた何隻かの船も守られた。
海戦は20時ごろに終わり、約130隻が破壊された。ホームズ自身によれば、全部で11隻のオランダ船が逃亡した。破壊された130隻はすべてが主だった船というわけではなかった。またオランダ側の公文書によれば、商船と軍艦合わせて114隻が破壊されたとある。ほぼすべての商船の水夫たちは無事で、スループ艦をこいでハーリンゲンへ向かった。一部の水夫はクラックサントの浅瀬を歩いたり、水の中をどうにか切り抜けたりしながらフリーラントへ向かった。イングランド軍は敵兵を捕囚するのにあまり熱心ではなかった、非常に困ったことに、イングランドには戦争の資金がなく、それ以前の戦闘の時点でさえ、食糧がままならなかった。
この海戦でオランダ経済は大きな被害を受け、およそ100万ポンド相当の商品や船が失われた。20日にホームズは、当初の計画を実行すべくテルスヘリングに部隊を上陸させた。兵士たちは持てるものを持ち去った後、家屋に火を放ち、村人の損害を大きくした。この襲撃はホームズの焚火と呼ばれるようになり、イギリス軍の士気を高めて、時事問題を扱うパンフレットの記者たちが反オランダ感情をかき立てるのに影響した。ある無名の作者が最もイングランド人を喜ばせるこのような詩を書いた。
あそこに見えるほら吹きの田舎者は誰？

我々をテムズ川に閉じ込めると悪態をついたやつらだ。

勇敢なイングランド、ことは成し遂げられた、ホーガンがとても乗り気だった、

でもモーガンがいなかった。

我々の町は分厚くて背の高い焚火が燃え盛る、

でもホームズの焚火はわれらのすべての焚火に値する。

よくやったサー・ロバート、勇敢だったと我らは断言する、

我々もここで、あなたがオランダでしたように焚火を起こす。—

## メドウェイ川襲撃と和睦

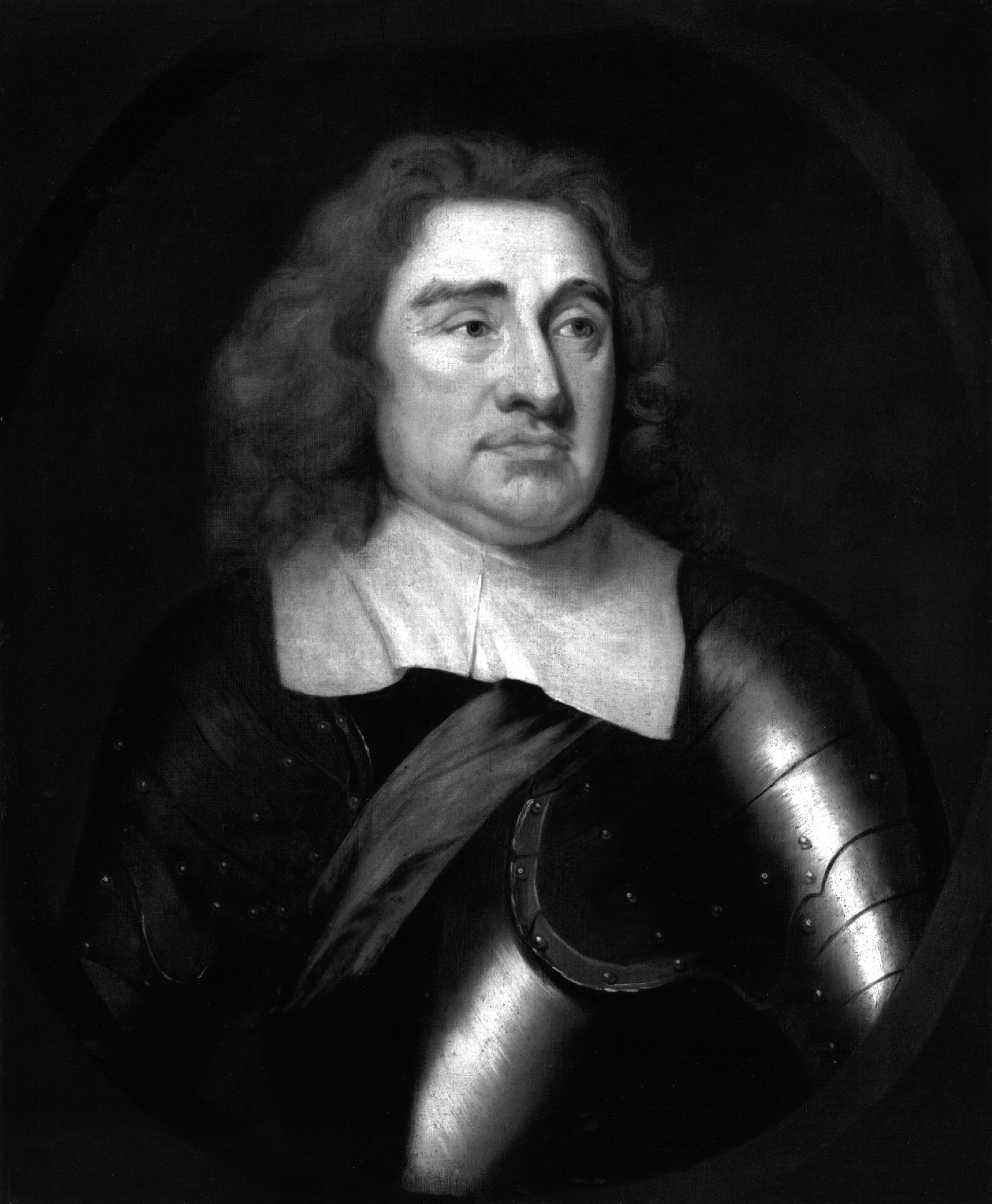
アルベマール公ジョージ・モンク

20マイル（約32キロ）南のテセルの前にいたイングランド艦隊から煙と炎がよく見えたといわれ、この煙と炎は、ホームズが倉庫を焼き払った確かなしるしであった。海軍軍人のカンバーランド公ルパートとマンクはこれに応えて勝利を祝う文書を送ったが、その文中には、敵も警戒しているようなのですみやかに退却するようにという指示があった。
翌年の1667年、戦争に疲れた両国は和睦の予備交渉に入ったが、和睦交渉に関して、両国の元首がまるで反対の姿勢を示したのが原因となり、交渉の最中にオランダ艦隊はテムズ河口を襲撃して、停泊していたイングランドの主力艦隊にかなりの損害を与えた。これがメドウェイ川襲撃（メッドウェーの襲撃）であり、意気消沈したイングランドが折れてオランダも譲歩して交渉が進展、ブレダの和約締結で英蘭戦争は終結した。